# IARP
International Aging Research Portfolio (IARP) — некоммерческая, свободно доступная система управления знаниями на английском языке, объединяющая информацию о грантах, публикациях, конференциях в естественных, общественных и поведенческих науках. Система разрабатывалась под руководством российских учёных, главой научного консультативного совета является Чарльз Кантор.. Одной из основных её особенностей является возможность автоматической и ручной классификации научно-исследовательских проектов в структурированный каталог.
Система позволяет учёным осуществлять поиск по централизованной базе проектов, классифицировать и категоризировать геронтологические проекты, а также анализировать аспекты финансирования по нескольким дисциплинам исследования. IARP разработана для улучшения размещения и приоритизации ограниченного финансирования исследований, уменьшения совпадения проектов и повышения уровня научного сотрудничества, таким образом, ускоряя прогресс науки и медицины в быстро растущей области знаний. Кроме расширенного поиска и инструментов для визуального анализа трендов, система содержит каталог исследовательских проектов, распределённых по категориям, относящимся к геронтологии.
Обзор IARP был опубликован на сайте Genetic Engineering & Biotechnology News в рубрике BestOfTheWeb, получив оценку «очень хорошо».

## Наполнение системы
Базы данных IARP объединяют информацию об исследовательских грантах, рецензированных публикациях и выданных патентных заявках из многих источников, включая Национальные институты здравоохранения США, Европейскую комиссию, Канадские институты исследований в области здравоохранения, Национальный научный фонд США, Национальный совет по исследованиям в области здравоохранения Австралии и аннотации публикаций по лицензии базы данных MEDLINE.. Базы данных используют гибкие механизмы классификации проектов и инструменты для анализа взаимосвязей проектов и трендов.
Редакторы научно-консультативного совета IARP и научные редакторы-добровольцы классифицируют проекты из базы данных в соответствующие категории. Эти классифицированные вручную проекты стают обучающими выборками для автоматических алгоритмов классификации с элементами машинного обучения. Поскольку система IARP является модульной и портативной, она может быть использована в качестве платформы для разработки других систем управления знаниями в исследованиях процесса старения.

## Ресурсы, использующие базу данных IARP
Проект FundingTrends (http://www.fundingtrends.org/ Архивная копия от 3 февраля 2014 на Wayback Machine ) осуществляет простой поиск по ключевым словам среди миллионов биомедицинских проектов, поддерживаемых основными финансирующими организациями мира. Он также показывает ежегодные суммы финансирования проектов, содержащих ключевые слова.
Проект Aging.CC (http://www.aging.cc/) также использует базу данных IARP для простого поиска биомедицинских проектов.